# Hieronim Maciejewski
Hieronim Maciejewski (ur. 9 marca 1961) – polski chemik, dr hab. nauk chemicznych, profesor zwyczajny Pracowni Chemii i Technologii Polimerów Nieorganicznych Wydziału Chemii Uniwersytetu im. Adama Mickiewicza w Poznaniu i Fundacji Uniwersytetu im. Adama Mickiewicza Poznańskiego Parku Naukowo-Technologicznego.

## Życiorys
W 1986 ukończył studia chemiczne na Politechnice Poznańskiej, natomiast 27 stycznia 1995 uzyskał doktorat za pracę pt. Badania reakcji trójpodstawionych silanów z winylotrójpodstawionymi silanami w obecności kompleksów niklu (II) i niklu (0), a 9 grudnia 2004 uzyskał habilitację na podstawie rozprawy zatytułowanej Synteza, struktura i reaktywność kompleksów niklu z ligandami krzemoorganicznymi. 14 sierpnia 2014 otrzymał tytuł naukowy profesora nauk chemicznych.
Pracował na stanowisku profesora nadzwyczajnego w Pracowni Chemii i Technologii Polimerów Nieorganicznych i Zakładu Chemii Metaloorganicznej na Wydziale Chemii Uniwersytetu im. Adama Mickiewicza w Poznaniu. Pełni funkcję profesora zwyczajnego 
w Fundacji Uniwersytetu im. Adama Mickiewicza Poznańskiego Parku Naukowo-Technologicznym oraz Pracowni Chemii i Technologii Polimerów Nieorganicznych Wydziału Chemii Uniwersytetu im. Adama Mickiewicza w Poznaniu.
Jest recenzentem 2 prac habilitacyjnych, 11 prac doktorskich i promotorem kolejnych 3 prac doktorskich.

## Wybrane publikacje
- 2001: Transition Metal-siloxide Complexes; Synthesis, Structure and Application to Catalysis[2]
- 2005: Catalytic reactions of hydrosiloxanes with allyl chloride[2]
- 2005: Kronika (16th International Symposium on Olefin Metathesis and Related Chemistry (Poznań, 07-12.08.2005) i 5th International School on Molecular Catalysis (Poznań-Rosnówko, 12-16.08.2005)[2]
- 2008: New type of repeated Si-C podand catalysts for solid-liquid phase transfer reaction[2]
- 2008: New, Effective Method of Synthesis and Structural Characterization of Octakis(3-chloropropyl)octasilsesquioxane[2]
- 2017: The effect of epoxyurethane modification on surface and thermal properties of fluorinated epoxyfunctional siloxane high-solid coatings[2]
- 2018: Antimicrobial activity of organic-inorganic hybrid films based on gelatin and organomodified silicones[2]